# Magnus Johansen
Magnus Johansen (ur. 11 kwietnia 1885 w Eidsberg – zm. 15 marca 1955 w Oslo) – norweski łyżwiarz szybki, srebrny medalista mistrzostw Europy.

## Kariera
Największy sukces w karierze Magnus Johansen osiągnął w 1910 roku, kiedy zdobył srebrny medal podczas mistrzostw Europy w Wyborgu. W zawodach tych rozdzielił na podium Rosjanina Nikołaja Strunnikowa i swego rodaka, Oscara Mathisena. W poszczególnych biegach Johansen był najlepszy na 1500 i 10 000 m, drugi na 5000 m oraz dziewiąty na 500 m. W tym samym roku był również czwarty na wielobojowych mistrzostwach świata w Helsinkach, przegrywając walkę o medal z innym Norwegiem, Martinem Sæterhaugiem. Był wtedy pierwszy na 5000 m, drugi na 10 000 m, czwarty na 1500 m oraz dziesiąty na 500 m. W tej samej konkurencji był też między innymi szósty na mistrzostwach świata w Kristianii w 1909 roku i siódmy na rozgrywanych dwa lata później mistrzostwach Europy w Hamar. W 1910 roku zdobył brązowy medal mistrzostw Norwegii w wieloboju.
W latach 1937–1938 był prezydentem Norweskiego Związku Łyżwiarskiego.